# 世界名作ものがたり
『世界名作ものがたり』（せかいめいさくものがたり）は、1981年4月15日から同年9月23日まで東京12チャンネル（現：テレビ東京）の毎週水曜19:30 - 20:00（JST）に放送された人形劇（人形アニメーション）番組である。全24回。

## 概要
「学研映画世界名作シリーズ」の中から、文部大臣賞などの数々の賞などを取った作品を中心に紹介する。
日本民話や世界中の童話を、人形アニメーションで送る番組。放送時には裏に『連想ゲーム』（NHK総合）や『水曜スペシャル』（テレビ朝日系列）が有ったため振るわなかったが、その後何度か同局で再放送され、人気を上げた。
なお当番組をもって、テレビ東京水曜19時台後半枠の子供路線は一旦中断、再開するのは1983年4月に木曜19:00から移動した『サイボットロボッチ』からである。
1990年に一度だけTVKテレビ（テレビ神奈川）の夕方枠で全24回中の第1回から第20回までが再放映された事がある。

## おはなしおねえさん
- 中井貴恵

### スタッフ
- 企画：神保まつえ（学習研究社）
- プロデューサー：近藤伯雄（東京12チャンネル）
- 人形アニメーション製作：吉岡秀人、学習研究社（学研）
- 番組製作：東京12チャンネル、イースタンメディア
- 放送形態：NTSC、カラー、モノラル
- 放送マザー：1吋CタイプVTR

※番組の解説部分（おはなしおねえさん）はスタジオでのVTR撮影、オープニング、エンディング、物語本編は16ミリカラーフィルムによるフィルム製作、スタッフテロップはVTR上でのテロップで、放送マザー（完パケ）はパック化された1吋VTR。

## 放送作品
1. ベルとかいじゅう王子
2. マッチ売りの少女
3. みにくいアヒルの子
4. おやゆびひめ
5. にんぎょひめ
6. したきりすずめ
7. 雪の女王
8. つるのおんがえし
9. ポロンギター
10. 彦一とんちばなし
11. 王様とナイチンゲール
12. さるかに
13. かぐや姫
14. わらしべ長者
15. ふしぎないど
16. 海ひこ山ひこ
17. むかしむかしももたろう
18. ありときりぎりす
19. 泣いた赤おに
20. おむすびころりん
21. かもとりごんべえ
22. 花ともぐら
23. くつやとこびと
24. きたかぜとたいよう

## 主題歌
- オープニング「メリーゴーランド・ドリーム」
- エンディング「しあわせの住む町」
  - 以上 作詞・作曲：山本正之／編曲：高田弘／歌：小山茉美
- レコード：ビクターレコード